# 甄柏朗
甄栢朗（Yan Pak Long，1990年6月16日—），生於香港，香港職業足球員，司職前鋒，現時效力香港甲組聯賽球隊凱景。

## 球員生涯
甄栢朗生於香港，於小學一年級時初次接觸足球，隨即為之著迷，其後中學時代就讀於有「學界皇馬」之稱的仁濟醫院董之英紀念中學，並且加入香港甲組足球聯賽球隊流浪青年軍。2009年，甄栢朗在機緣巧合下加盟愉園，初次在甲組亮相，踏上了職業足球員之路。愉園於2010年護級失敗降班後，甄栢朗轉投初次升上甲組的新界地區球隊屯門。2010年11月27日，在屯門鄧肇堅運動場主場對晨曦的香港甲組足球聯賽，甄栢朗於85分鐘入替羅嘉樂，上陣僅一分鐘便在右輔位射出一個四十碼「世界波」中楣底彈入，取得個人首個甲組賽事入球，並協助球隊以3－1勝出。2012年，甄栢朗加盟香港甲組足球聯賽球會港菁。2013年，甄柏朗本季代表永義出戰乙組，射入4球，以22歲之齡來說，實屬不俗的表現。之後代表元朗出戰港運會的五人足球賽，他表示：「因為本身居住於元朗區，又在乙組的永義踢球，故元朗區的領隊便邀請我參賽，為球隊盡一分力。」他笑言自己甚少參加五人足球賽，故一開始不太習慣比賽節奏，幸好在逐漸適應下，表現一場比一場出色。在整個五人足球賽事中大放異彩的細朗，曾在分組賽中「大四喜」。2015年，甄栢朗加盟香港超級聯賽球隊元朗。

## 國際賽生涯
甄栢朗曾入選香港21歲以下集訓隊，亦曾為本港出戰港澳埠際賽。

## 外部連結
- 香港足球總會網頁球員註冊資料 （页面存档备份，存于）